# Alicia Kirchner
Alicia Margarita Antonia Kirchner de Mercado (Río Gallegos, 18 de julho de 1946) é uma assistente social e política argentina. Entre 2015 e 2023, foi governadora da Província de Santa Cruz. Durante a presidência de seu irmão Néstor Kirchner, e de sua cunhada Cristina Fernández de Kirchner, foi ministra do Desenvolvimento Social da Argentina.  Também foi senadora nacional por Santa Cruz entre 2005 e 2006, e é presidente do Conselho Nacional de Coordenação de Políticas Sociais da Unesco, que estuda a transformação das políticas sociais no mundo.